# Guy Nattiv

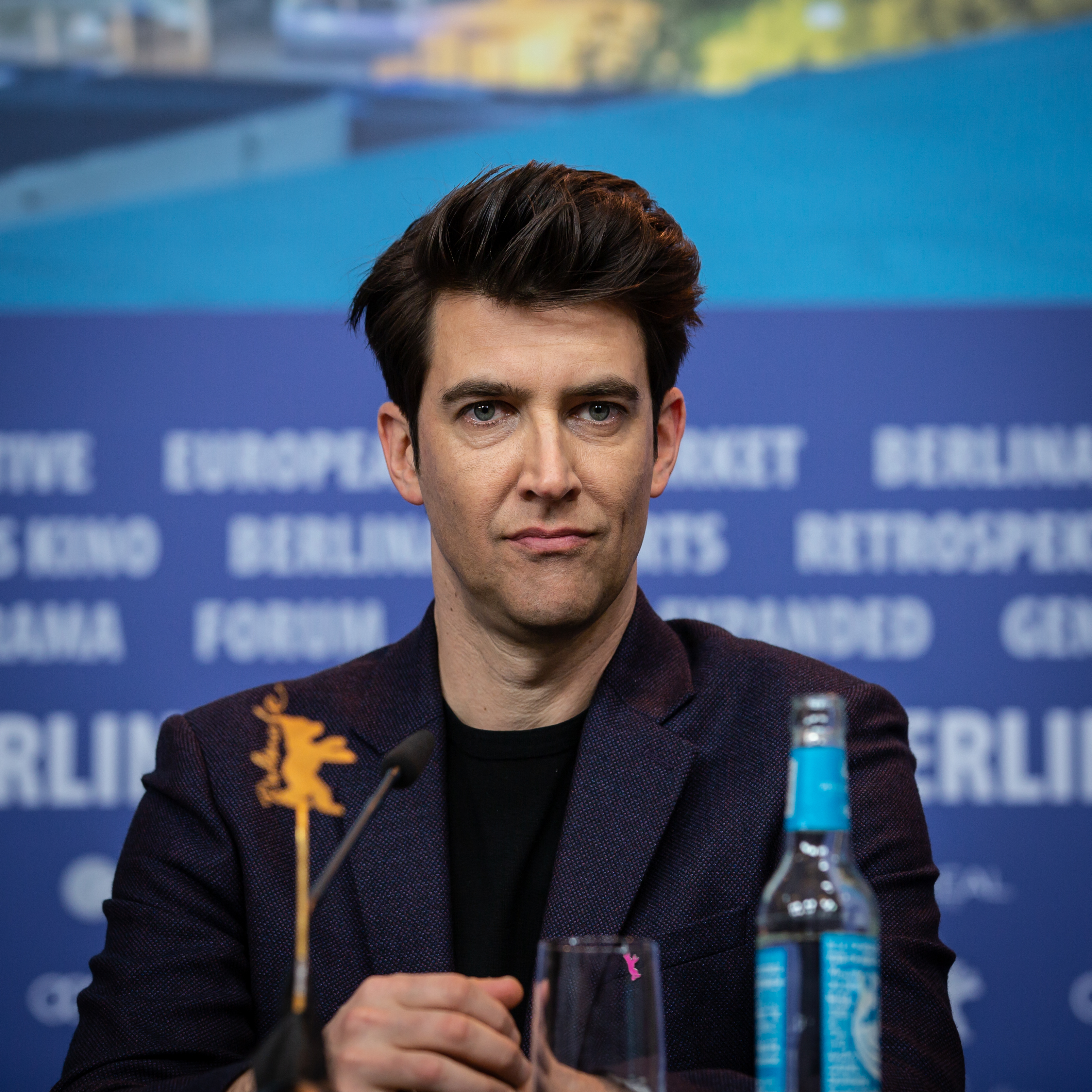
Em 2019, no Festival de Berlim

Guy Nattiv é um cineasta e produtor cinematográfico israelense. Como reconhecimento, venceu o Oscar na categoria de Melhor Curta-metragem por Skin (2018).